# Kaffedalen
Kaffedalen kallas den dal i Sverige som ligger mellan Vierramvare och Kebnekaise, vilken man passerar söderifrån, om man tar den så kallade Västra leden upp på Kebnekaise. Man kommer även till Kaffedalen västerifrån från Singi via Durlings led. Namnet kommer av en paus under expeditionen ledd av G. Durling 1895, den tredje gången Kebnekaise bestegs.

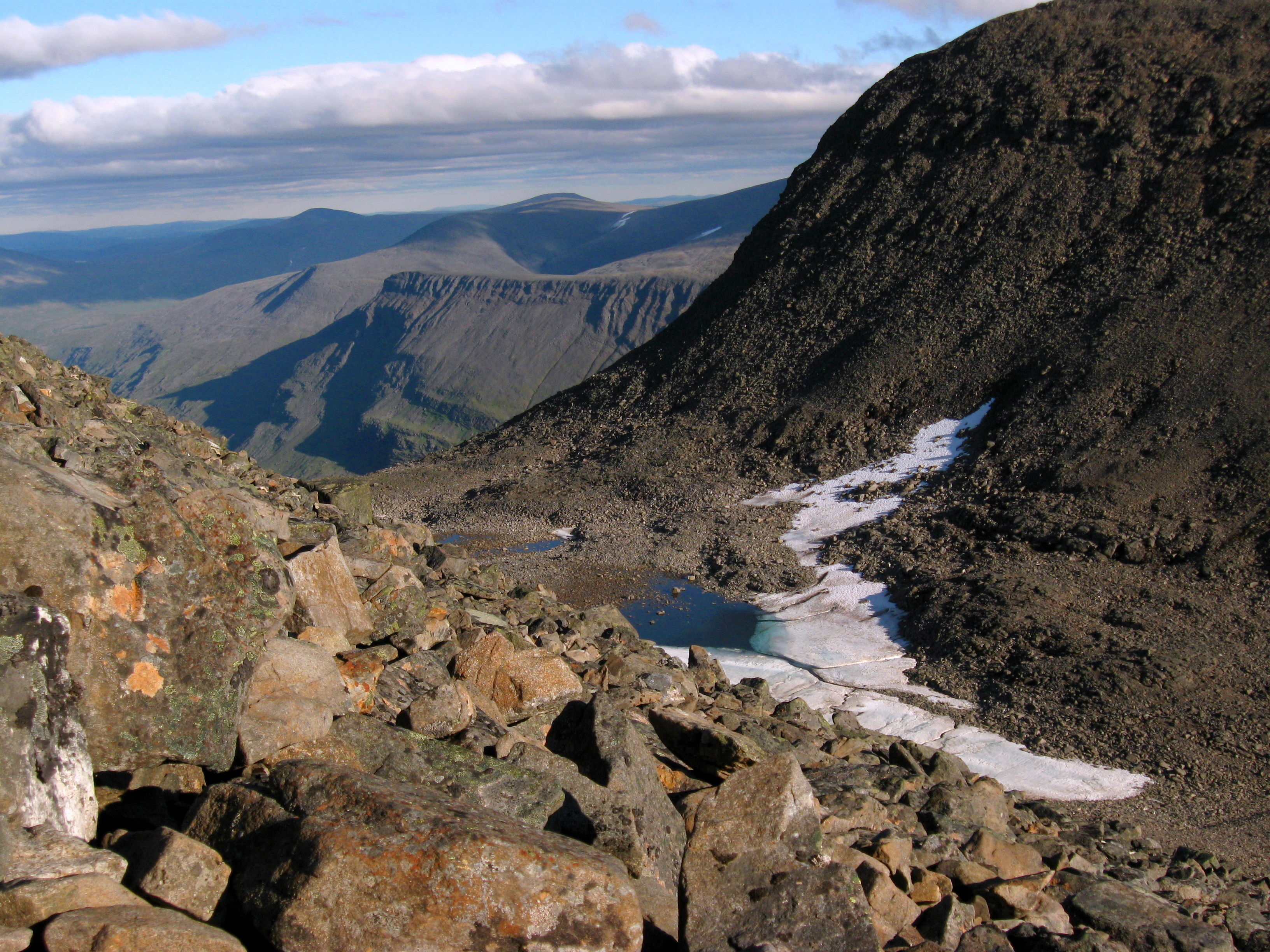
Östra delen av Kaffedalen sedd från leden som går upp till Kebnekaises topp.